# Јутарњи клуб
Јутарњи клуб (енгл. The Breakfast Club) је амерички тинејџерски хумористичко-драмски филм из 1985. године, режисера, продуцента и сценаристе Џона Хјуза. Главне улоге тумаче Емилио Естевез, Пол Глисон, Ентони Мајкл Хол, Џад Нелсон, Моли Рингвалд и Али Шиди. Филм прати петоро тинејџера из различитих средњошколских група који проводе суботу у казни са ауторитарним помоћником директора.
Филм је премијерно приказан 7. фебруара 1985. у Лос Анђелесу, док је у америчким биоскопима издат 15. фебруара исте године. Добио је позитивне критике и зарадио 51,5 милиона долара. Критичари га сматрају једним од Хјузових најупечатљивијих и најпрепознатљивијих дела. Медији су петоро главних глумаца прозвали члановима групе под називом „Brat Pack”.
Године 2016, Конгресна библиотека је одабрала филм за чување у Националном регистру филмова Сједињених Држава због свог „културног, историјског или естетског значаја”.

## Радња
У суботу, 24. марта 1984, петоро ученика средње школе Шермер појављује се у 7:00 ујутру због целодневне казне: Брајан Џонсон, штребер; Ендру Кларк, такмичар у рвачком тиму; Алисон Рејнолдс, интровертна изопћеница; Клер Стендиш, снобовска и изузетно популарна девојка; и Џон Бендер, бунтовни тинејџер.
Окупљају се у школској библиотеци, где их заменик директора Ричард Вернон упућује да не причају, не померају се са својих места и да не спавају док их не пусти у 16:00. Он им задаје да напишу есеј од хиљаду речи, у коме свако мора да опише „ко мисли да јесте”. Он одлази, враћајући се само повремено да их провери и опомене.
Џон, који има антагонистички однос са Верноном, игнорише правила и узнемирава остале ученике. Џон проводи већину свог времена малтретирајући или узнемиравајући Клер, Брајана и Ендруа. Сви они га на крају сажаљевају након што виде како се носи са одраслим особама које га злостављају попут Вернона, који даје Џону додатну казну на осам викенда и на крају га закључа у остави. Џон успева да побегне кроз плафон и врати се у библиотеку.
Ученици затим проводе време причајући, свађајући се и, у једном тренутку, пушећи марихуану. Постепено се отварају и откривају своје тајне: Клер има доста искустава са притиском вршњака због своје популарности; Џон долази из насилног домаћинства; Алисон је компулзивни лажов која сања да побегне од куће; Ендру не може мислити својом главом због свог оца који га контролише; а Брајан је размишљао о самоубиству због лоше оцене. Откривају да сви имају лоше односе са својим родитељима: Клерини родитељи је користе да узвраћају једно другом током свађа; Џонови родитељи га физички и вербално злостављају; Алисонини родитељи је занемарују; Ендруов отац га гура до крајњих граница да би успео, посебно у рвању; а Брајанови родитељи врше притисак на њега да добије највише могуће оцене. Сви они схватају да се, упркос разликама, суочавају са сличним проблемима.
Сваки ученик тада признаје зашто је кажњен. Ендру је залепио задњицу другог ученика помоћу спортске траке, надајући се да ће га његов отац, који је у средњој школи био бунтован, ценити више. Брајан је оставио ракетни пиштољ у свом ормарићу који се случајно опалио, а који је планирао да употреби да изврши самоубиство након што је добио јединицу. Вернон га је касније пронашао. Алисон је признала да није кажњена, али да је дошла јер није имала паметнија посла. Клер помиње притисак вршњака да се сложи са оним што њени пријатељи желе да ураде: на почетку филма, Клерин отац је кроз дијалог изјавио да је она у казни јер је изостала из школе и отишла у куповину.
Клер помаже Алисон да се нашминка, што се допада Ендруу. Клер одлучује да разбије свој „невини” изглед љубећи Џона. Иако сумњају да ће се њихове нове везе прекинути када се казна заврши, верују да ће њихова заједничка искуства променити начин на који гледају на своје вршњаке.
Како се казна ближи крају, они траже да Брајан доврши есеј за све, а Џон се враћа у оставу како Вернон не би приметио да је отишао. Брајан оставља есеј у библиотеци да га Вернон прочита након што они оду. Док се разилазе, Алисон и Ендру се љубе, као и Клер и Џон. Алисон ишчупа Ендруову закрпу за државно првенство са његовог дукса, а Клер даје Џону једну од својих дијамантских минђуша, коју он онда ставља. Вернон чита есеј, у којем Брајан наводи да их је Вернон проценио путем стереотипа и да је луд ако мисли да ће му рећи ко су; Брајан сходно томе каже: „Свако од нас је мозак, спортиста, изгубљен случај, принцеза и криминалац. Да ли је то одговор на ваше питање? С поштовањем, Јутарњи клуб.” Џон подиже песницу у ваздух док хода празним фудбалским тереном.

## Улоге
| Глумац           | Улога           |
| ---------------- | --------------- |
| Емилио Естевез   | Ендру Кларк     |
| Пол Глисон       | Ричард Вернон   |
| Ентони Мајкл Хол | Брајан Џонсон   |
| Џад Нелсон       | Џон Бендер      |
| Моли Рингвалд    | Клер Стендиш    |
| Али Шиди         | Алисон Рејнолдс |
| Џон Капелос      | домар Карл Рид  |
| Рон Дин          | господин Кларк  |